# Byrhtnoth
Byrhtnoth (Byrhtnoþ, también pronunciado Byrhtnoð, Byrihtnoð, Brihtnoþ, Beorhtnoþ, Beorhtnoð, Baeorhtnoð) fue un ealdorman de Essex del siglo X. Su nombre se compone de las palabras inglesas antiguas beorht (‘brillante’) y noth (‘coraje’).
Murió encabezando las fuerzas anglosajonas contra los vikingos en la batalla de Maldon de 991, Byrhtnoth es el tema de un famoso poema inglés antiguo. Tal como se presenta allí, su decisión de permitir a los vikingos moverse hacia una mejor posición fue heroica, pero fatal, aunque esto puede no representar la realidad. Se dice que medía más de seis pies de altura y que tenía sesenta años de edad cuando la batalla de Maldon, un «cisne de blanco pelo». Aunque se cree que cayó al inicio de la batalla, algunos dicen que se necesitaron tres hombres para matarlo, uno de ellos casi le cortó un brazo a Byrhtnoth en el proceso. Anteriormente había tenido varios éxitos militares, presumiblemente también contra invasores vikingos. Fue mecenas de la Catedral de Ely, dándoles muchos pueblos (Spaldwick, Trumpington, Rettenden, Hesberen...), y su cuerpo está enterrado allí, junto con el del arzobispo Wulfstan el Homilista. El Liber Eliensis registra que su viuda dio a la catedral un tapiz para colgar celebrando sus obras, presumiblemente del estilo del Tapiz de Bayeux, el único ejemplo sobreviviente de un trabajo así. Esto sucedió inmediatamente después de su muerte, por lo que probablemente estuviera colgado previamente en su casa. También se hace mención a Byrhtnoth en Vita Oswaldi, una hagiografía escrita alrededor del año 1000, retratándolo como héroe.
Byrhtnoth estaba casado con Elffleda, hija del anterior ealdorman de Essex, Elfgar, y hermana de la reina viuda Ethelfleda de Damerham, y por lo tanto era familiar del rey Edgar por matrimonio. Material posterior a la conquista normanda menciona que tuvo una hija de nombre Leoffleda. Recientemente, una estatua creada por John Doubleday se ha colocado al final del Maldon Promenade Walk, frente al sitio de la batalla.